# 魁北克政治

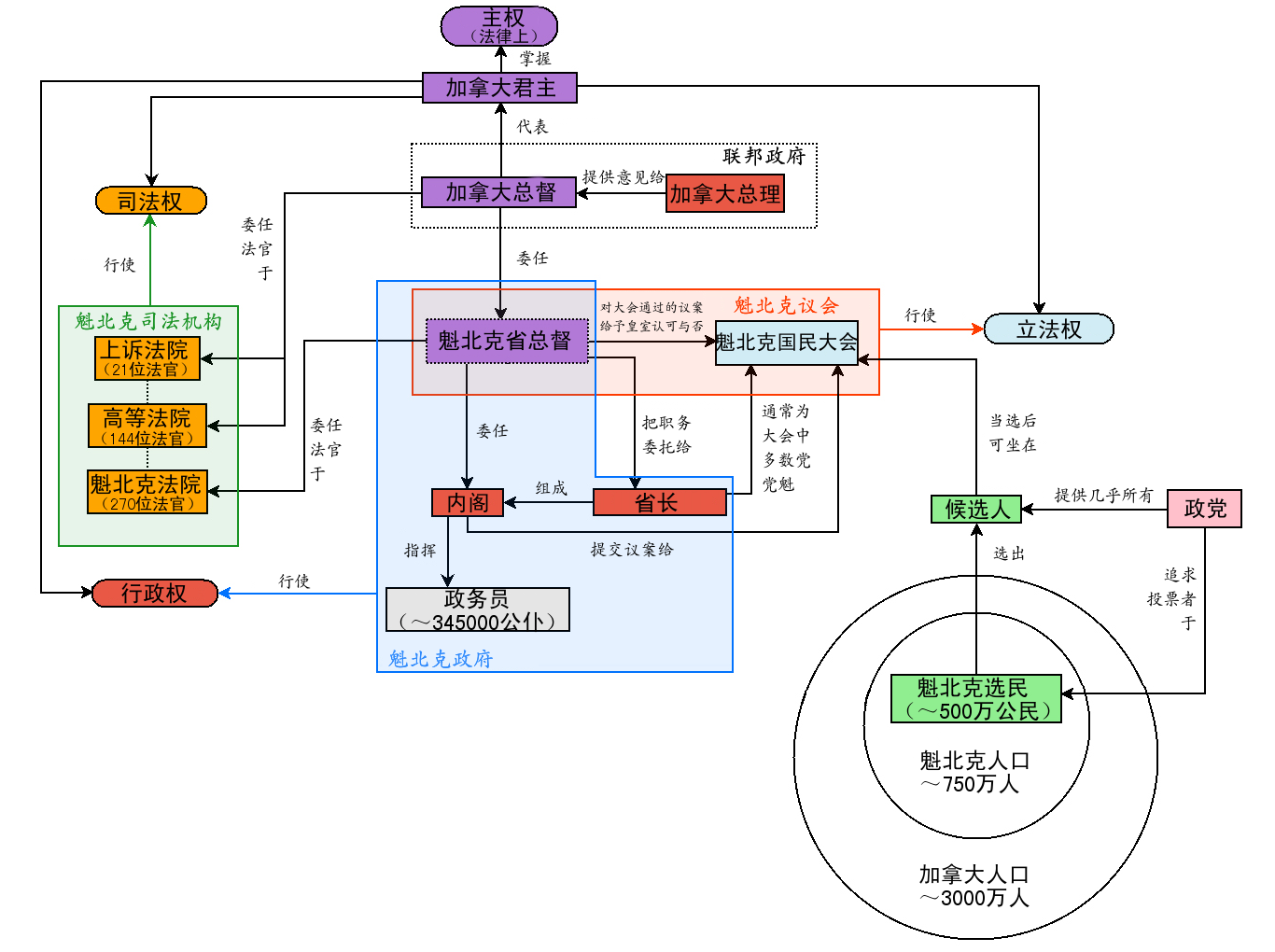
魁北克政府机构关系图

魁北克政治是君主立宪代议制民主，其政治结构基于英国传统西敏制的议会制，省总督是国家元首查理斯三世在魁北克内的代表。政府首脑为總理，由议会多数党领袖担任。魁北克实行一院制，议会名为魁北克国民大会。

## 政府结构

### 省议会
- 魁北克议会（Le Parlement du Québec）
- 魁北克省督（Le lieutenant-gouverneur）
- 魁北克国民大会（L'Assemblée nationale du Québec）

### 省政府
- 魁北克政府（Le gouvernement du Québec）
- 總理
- 魁北克执行委员会（Le conseil des ministres）

### 政府机构
- 人权与青年权委员会（Commission des droits de la personne et des droits de la jeunesse）
- 魁北克法语办公室（Office québécois de la langue française）
- 妇女地位议会（Conseil du statut de la femme）
- 魁北克信息获取委员会（Commission de l'accès à l'information du Québec）
- 魁北克申诉专员（Le Protecteur du citoyen）

### 选举
- 魁北克总选举事务主任（Directeur général des élections du Québec）

## 历史
- 寂静革命
- 魁北克解放阵线
- 皮埃尔·特鲁多政府
- 1980年魁北克公民投票
- 1982年加拿大立宪
- 1987年米奇湖协议
- 1995年魁北克公民投票

## 政党

### 全国政党
- 魁人政團（Bloc québécois）
- 加拿大保守黨（Parti conservateur du Canada）
- 加拿大自由党（Parti libéral du Canada）
- 加拿大新民主党（Nouveau Parti démocratique du Canada）

### 魁省政党
主要政党：
- 魁北克自由党（Parti libéral du Québec）
- 魁人党（Parti québécois）
- 魁北克未来联盟（Coalition Avenir Québec）
- 魁北克互助党（Québec solidaire），简称：）

其他政党：
- 魁北克绿党（Parti vert du Quebec）
- 魁北克国家选择党（Option Nationale）
- 魁北克马列党（Parti marxiste-léniniste du Québec）